# Santiago Ibáñez Nacher
Santiago Ibáñez Nacher (* 22. November 1972 in Valencia) ist ein ehemaliger spanischer Basketballspieler.

## Laufbahn
Ibáñez Nacher, ein 1,90 Meter großer Aufbauspieler, stand in der Saison 1994/95 in Diensten von Basquet L’Horta Godella in der Liga EBA in seinem Heimatland. Er spielte dann bei Pamesa Valencia. Im September 1996 wechselte er zu TTL Bamberg in die deutsche Basketball-Bundesliga, war dort Ergänzungsspieler und erzielte im Saisonverlauf 1996/97 1,5 Punkte pro Begegnung. Er nahm mit Bamberg ebenfalls am Europapokal Korać-Cup teil.
Im Vorfeld des Spieljahres 1998/1999 schloss er sich dem SSV Weißenfels in der 2. Basketball-Bundesliga an. Ihm gelang mit Weißenfels der Aufstieg in die höchste deutsche Spielklasse, dort stand er in der Saison 1999/2000 in 15 Partien für Weißenfels auf dem Feld und erzielte im Schnitt 1,8 Punkte je Begegnung. Er verließ die Mannschaft im Anschluss an das Saisonende.
Im Spieljahr 2000/01 war Ibáñez Nacher erneut Mitglied der Mannschaft Basquet L’Horta Godella, 2003/04 spielte er beim C.B. Jovens Almassera.
Ab 2016 trainierte er in Valencia Rollstuhlbasketballer. 2019 wurde er Trainer der Rollstuhlbasketballer von Alba Berlin und erster hauptamtlicher Trainer des deutschen Hauptstadtvereins in diesem Bereich.